# Not Out (film)
 (mai 2021).
Pour le terme de baseball, voir Not out.
Pour plus de détails, voir Fiche technique et Distribution.
Not Out (낫아웃) est un film sud-coréen réalisé par Lee Jung-gon, sorti en 2021.

## Synopsis
Gwangho, joueur dans de baseball dans une équipe lycéenne, n'est pas retenu pour intégrer une équipe professionnelle. Mais il décide de continuer à suivre cette voie.

## Fiche technique
- Titre : Not Out
- Titre original : 낫아웃
- Réalisation : Lee Jung-gon
- Scénario : Lee Jung-gon
- Musique : Kim Jiyeon
- Photographie : Kim Young-kook
- Montage : Choi Hyun-sook
- Production : Kim Min-sung
- Société de production : Leeahn Film
- Pays :  Corée du Sud
- Genre : Drame
- Durée : 108 minutes
- Dates de sortie : 
  -  Corée du Sud : 30 avril 2021

## Distribution
- Jeong Jae-kwang
- Jung Seungkil
- Lee Kyu-sung

## Distinctions
Le film a été présenté au festival international du film de Jeonju où il a remporté le prix d'interprétation masculine pour Jeong Jae-kwang, le prix CGV Arthouse du film à venir et le choix de Watcha.